# Pagon
Pagon is een bestuurslaag in het regentschap Subang van de provincie West-Java, Indonesië. Pagon telt 3663 inwoners (volkstelling 2010).